# 羯陵伽

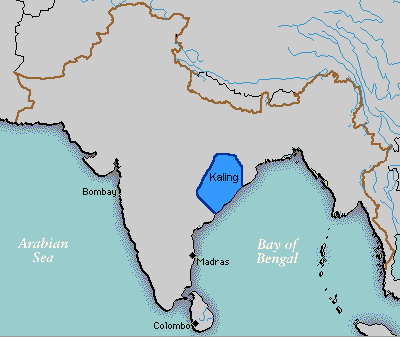
Kalinga c. 261 BCE

羯陵伽，又译迦陵伽、羯𩜁伽，是印度次大陸中央東部的一個古国。相当今奥里萨邦、安得拉邦北部及中央邦的部分。
土地肥沃，都城弹陀普罗。早期史迹已不可考。前261年，为孔雀王朝阿育王所灭，并入摩揭陀版图。前3世纪末，重获独立。2世纪中叶，迦罗毗罗王在位時，國勢強盛；曾遠征摩揭陀、安度罗等国。后转衰。7世纪，唐朝僧人玄奘旅居印度时，羯陵伽人烟稀少，已呈荒凉。

## 歷史
羯陵伽的名稱源自同名部落。